# Мансаф
Мансаф (на арабски: منسف) е традиционно йорданско ястие от агнешко месо, сготвено в сос от ферментирал изсушен йогурт и сервирано с ориз или булгур.
Това е ястие, което се консумира из целия Левантски регион. Национално ястие на Йордания, но може да се намери често и в Палестина, Ирак, Израел, Южна Сирия и Саудитска Арабия. Името на ястието идва от термина за „голям поднос“.